# Gustavo Villarruel
Gustavo Villarruel (San Lorenzo, 23 febbraio 1993) è un calciatore argentino, attaccante svincolato.

## Caratteristiche tecniche
È un'ala destra.

## Carriera
Cresciuto nelle giovanili del Colón (SF), fa il debutto in prima squadra il 4 marzo 2014, subentrando a Carlos Luque al 60' del match pareggiato per 1-1 contro il Godoy Cruz.
Segna la sua prima rete il 26 agosto 2014, fissando il punteggio sul definitivo 3-0 contro il Nueva Chicago.